# Alan Chesney
Alan Malcolm Chesney (ur. 28 kwietnia 1949 w Christchurch) – nowozelandzki hokeista na trawie. Złoty medalista olimpijski z Montrealu.
Zawody w 1976 były jego jedynymi igrzyskami olimpijskimi. W turnieju zagrał w siedmiu spotkaniach.